# بلقشة أوكلاندية
البلقشة الأوكلاندية أو البلقشة الجنوبية (الاسم العلمي: Mergus australis)، هو نوع منقرض من الطيور يتبع جنس البلقشة ضمن فصيلة البطية ضمن رتبة الأوزيات. كان حجم هذا الطير مُماثل مع حجم بلقشة حمراء الصدر. كان لون ذكورها بني محمر داكن. وكان الإناث أصغر في الحجم.